# Салакатин
Салакетин, также  Салакатин (азерб. Salakətin) — село в Ходжавендском районе Азербайджана, является центром Салакатинского сельского административно-территориального округа.

## География
Село Салакатин входит в состав Салакатинского сельского административно-территориального округа Ходжавендского района, при этом село Салакатин является центром этого сельского административно-территориального округа. Село расположено на Карабахском хребте.

## История
По данным «Кавказского календаря» на 1856 год, Салакатинъ населяли «татары»-сунниты (азербайджанцы-сунниты), которые между собой говорили по-«татарски» (по-азербайджански).
В материалах посемейных списков на 1886 год указывается, что в селе Салакатин Шушинского уезда Елизаветпольской губернии насчитывалось 96 жителей (52 мужчины и 44 женщины; 21 дым), жители являлись азербайджанцами (в источнике указаны как «татары») шиитского вероисповедания.
В советские годы село находилось в составе Азыхского (или Азохского) сельсовета Гадрутского района Нагорно-Карабахской автономной области (НКАО) Азербайджанской ССР и имело в основном азербайджанское население. В 1926 году в селе была построена школа.
2 сентября 1991 года на совместной сессии Нагорно-Карабахского областного и Шаумяновского районного Советов народных депутатов была принята Декларация о провозглашении Нагорно-Карабахской Республики в границах Нагорно-Карабахской автономной области (НКАО) и сопредельного Шаумяновского района Азербайджанской ССР.
В результате Карабахского конфликта село 30 октября 1991 года (некоторым данным 2 октября 1992 года) было занято армянскими вооружёнными формированиями и попало под контроль непризнанной Нагорно-Карабахской Республики (НКР). Население покинуло его и было расселено в посёлке для вынужденных переселенцев Ходжавенд, расположенном на территории Бейлаганского района Азербайджана. Согласно административно-территориальному делению непризнанной республики село Салакатин располагалось на территории Гадрутского района НКР. Село сильно пострадало в результате Карабахского конфликта и, попав под контроль непризнанной НКР, было сожжено и подвергнуто вандализму.
26 ноября 1991 года Верховный Совет Азербайджанский Республики принял Закон "Об упразднении Нагорно-Карабахской автономной области Азербайджанской Республики". В этом Законе было постановлено помимо упразднения Нагорно-Карабахской Автономной Области (НКАО), в том числе также и переименование Мартунинского района в Ходжаведский, упразднение Гадрутского района и присоединение территории Гадрутского района в состав Ходжавендского района. В настоящее время, село Салакатин является центром Салакатинского сельского административно-территориального округа Ходжавендского района Азербайджана.
9 ноября 2020 года, во время Второй карабахской войны, Президент Азербайджана Ильхам Алиев объявил об освобождении села Салакетин.

## Население
По данным «Кавказского календаря» на 1856 год, Салакатинъ населяли «татары»-сунниты (азербайджанцы-сунниты), которые между собой говорили по-«татарски» (по-азербайджански).
В материалах посемейных списков на 1886 год указывается, что в селе Салакатин Шушинского уезда Елизаветпольской губернии насчитывалось 96 жителей (52 мужчины и 44 женщины; 21 дым), жители являлись азербайджанцами (в источнике указаны как «татары») шиитского вероисповедания.
В советские годы село имело в основном азербайджанское население.
В результате Карабахского конфликта, после занятия села армянскими вооружёнными формированиями 30 октября 1991 года (некоторым данным 2 октября 1992 года) население покинуло его и было расселено в посёлке для вынужденных переселенцев Ходжавенд, расположенном на территории Бейлаганского района Азербайджана.

## Экономика
В докофликтный период население села занималось виноградарством, зерноводством, животноводством и шелководством. Село сильно пострадало в результате Карабахского конфликта и, попав под контроль непризнанной НКР было сожжено и подвергнуто вандализму.